# 鱼鳞

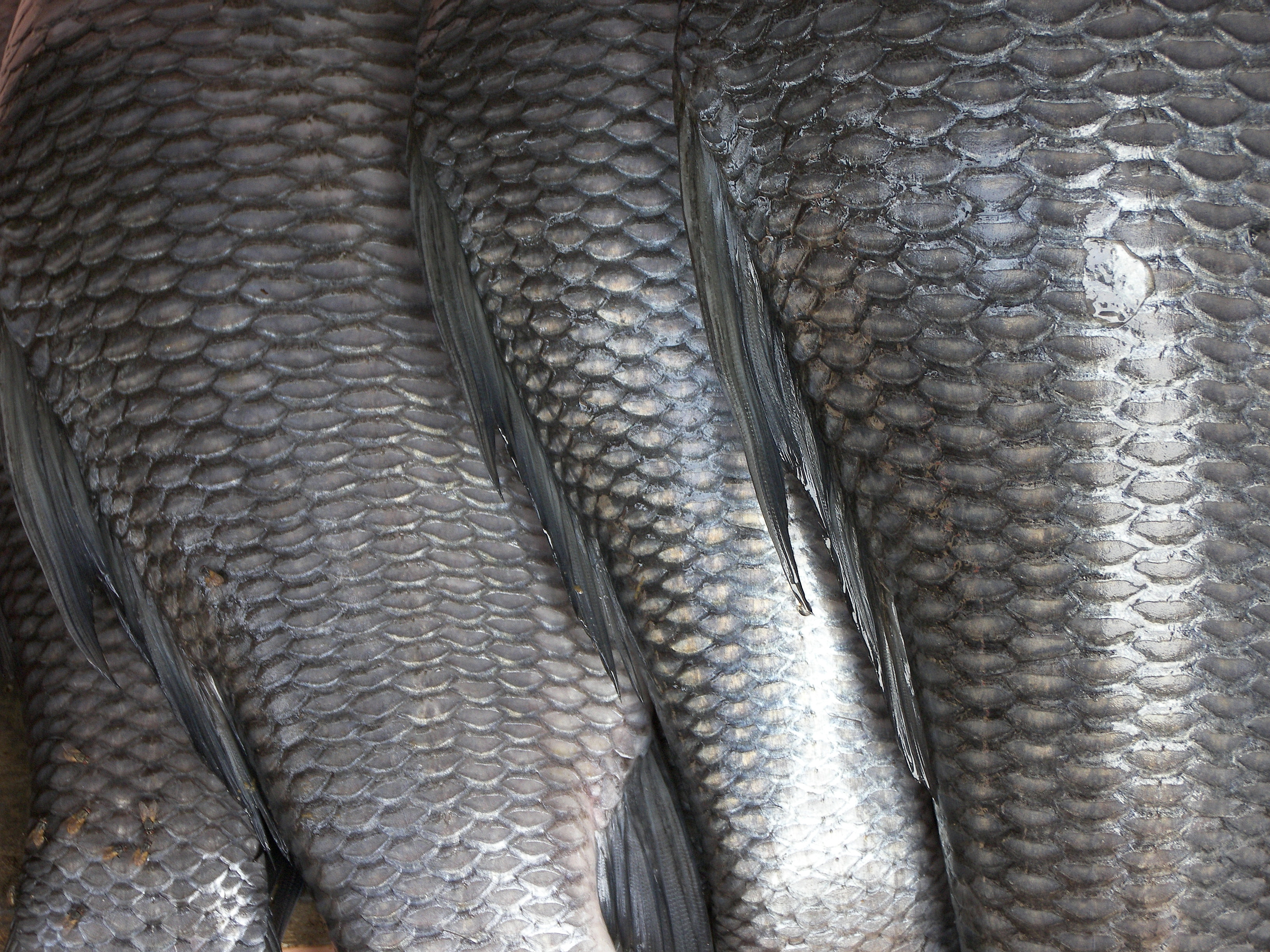
真骨类（露斯塔野鯪）身上的圓鱗

鱼鳞指鱼类從其身上皮膚長出來的小硬片。對於大多数有颌下门的物種來說，牠們的皮膚均長有具保護性質的鳞片，透過有效的偽裝、反射、色彩應用，以及對水流的適應，從而產生保護的作用。少鳞或无鳞的鱼类一般体表分泌有保护作用的黏液。魚鱗在其大小、形狀、構造等變化多端，按其形態特點可分為下列四個類型：
1. 盾鳞
2. 硬鳞
3. 骨鳞
4. 柯斯敏鱗

## 盾鳞

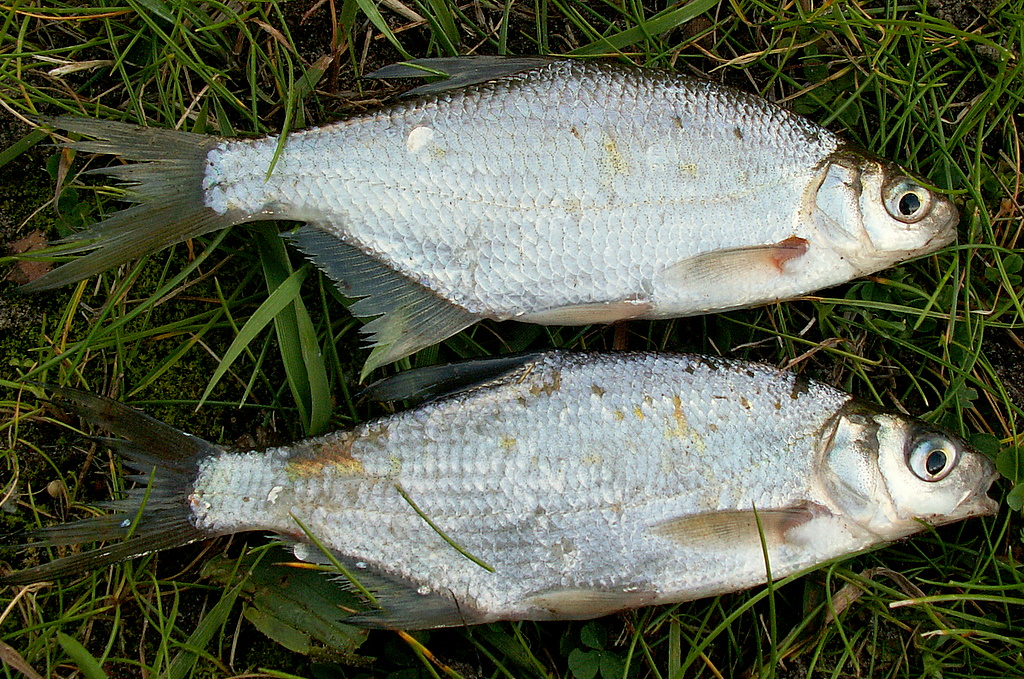
不同种的鱼的鳞片数量和排列也不一样。上为白欧鳊（Blicca bjoerkna），下为欧鳊（Abramis brama）

盾鳞（placoid scale）見於軟骨魚綱物種，例如：鲨鱼及鳐鱼。盾鱗在構造上與脊椎动物的牙齒同源，同樣由表皮和真皮形成，结构分基板和鳞棘两个部分。基板由齿质构成，一般呈菱形埋在皮肤中的真皮層。鳞棘露在皮肤外面，尖端朝后，外面覆盖釉质，内部为齿质。鳞棘内部有含有结缔组织、血管、神经的髓腔，其结构类似牙齿，因此又称皮齿。盾鳞一般呈对角线排列。儘管其大小無法成長，但可隨着魚的成長而在數量上增加。每个鳞片在形成后，其横向面积是固定的，只有随着基板加厚略有增高。旧的盾鳞随时脱落并被新生鳞片代替。
盾鳞见于鲨鱼的全体，头和背鳍表面。背部鳞片大而腹部鳞片小。鳐类的盾鳞一般分散不均分布在背部、尾部和胸鳍部位。類似的魚鱗亦見於齿头鲱，但覆蓋的範圍沒有軟骨魚綱物種的廣泛。

## 硬鳞
硬鳞（ganoid scale）为埋在真皮下的菱形骨板，源于真皮。见于多鳍鱼目和雀鳝目，例如：鱘科、匙吻鲟科、雀鱔科、弓鳍鱼及多鰭魚科等各科物種。硬鳞成行排列，相邻鳞片可以凹凸面相嵌接，并且有伸缩余地。
硬鳞最多可有四层结构：表面的硬鳞层（ganoine）为充分钙化，坚硬有特殊光泽的闪光质（ganoin），类似釉质。下面有类似似齿质的科司美层（cosmine），具髓腔的管质层（vascular）和平行骨板构成的内骨层（isopedine）。

## 骨鳞

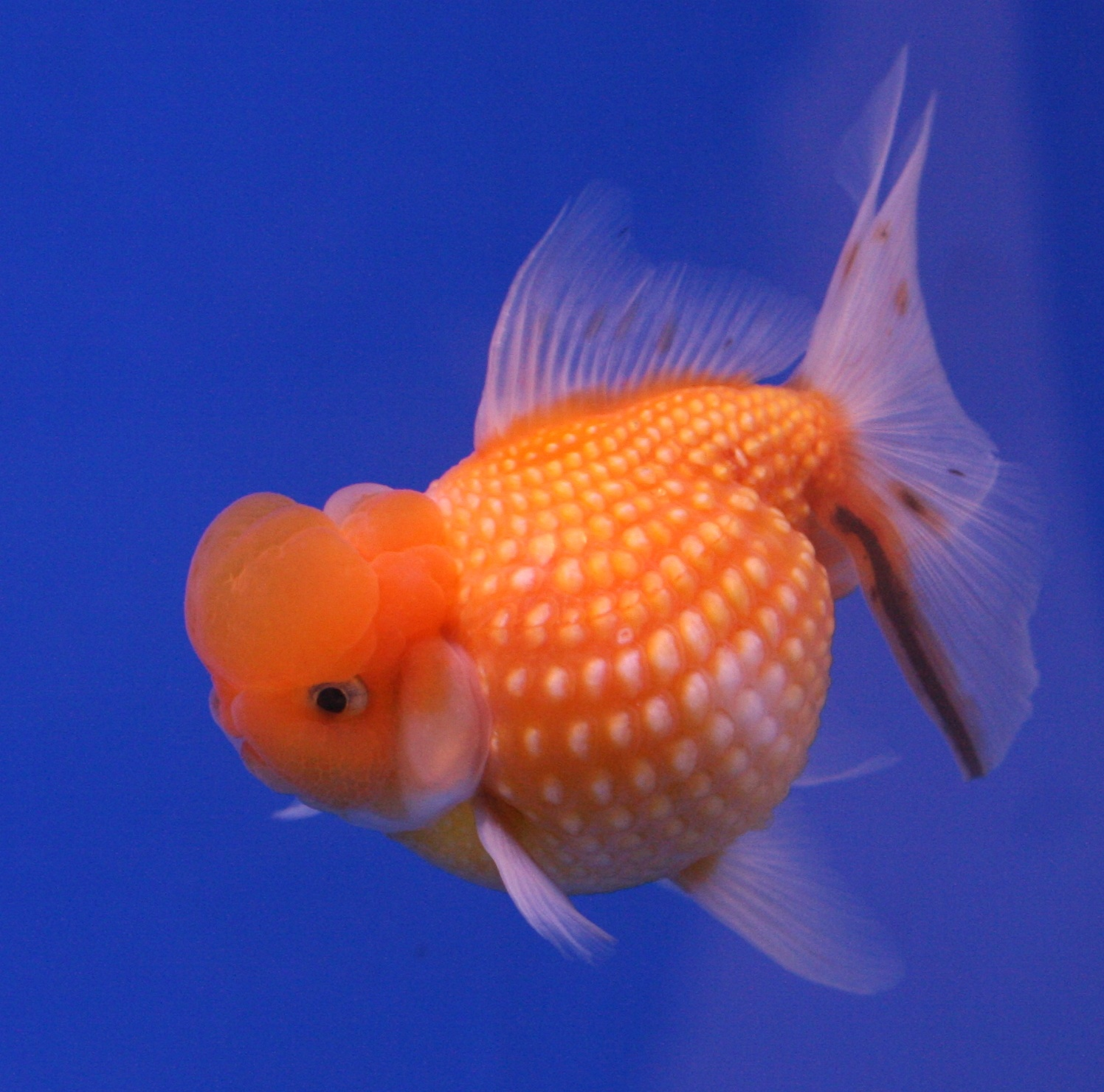
一些人工培育的金鱼品种鳞上因为有石灰质沉积，中心发白而且凸出，状如珍珠而被称为珍珠金鱼。得名

大多数硬骨鱼类的鳞属于骨鳞（bony scale）。由源于真皮的骨板构成。骨鳞前端生长在鳞囊内，后端游离，呈覆瓦状排列。骨鳞终生不更换，但可随鱼体生长而长大，
骨鳞上由于生长速度变化造成同心的圆环称为年轮。在北半球，春夏季的鱼体生长快而环纹宽；秋冬生长慢而环纹密；故一年之间有疏密两群环纹。年轮可以用来判断鱼体年龄、生长速度等。
多数鱼体两侧覆盖侧线的鳞片上有侧线孔，用来和外界相通感觉振动和水流情况。
骨鳞按形状分成两种：圆鳞（cycloid scale）的游离端光滑，见于鮭魚、鲤鱼等。栉鳞（ctenoid scale）的游离端有细小锯齿状突起。见于鲈形目等。
圆鳞和栉鳞可以见于同一鱼体的不同部位，如半滑舌鳎有眼侧为栉鳞，无眼侧为圆鳞。它们也可见于同一鱼体的不同阶段，如鲱鲤的幼鱼为圆鳞，而成鱼为栉鳞。

## 柯斯敏鱗

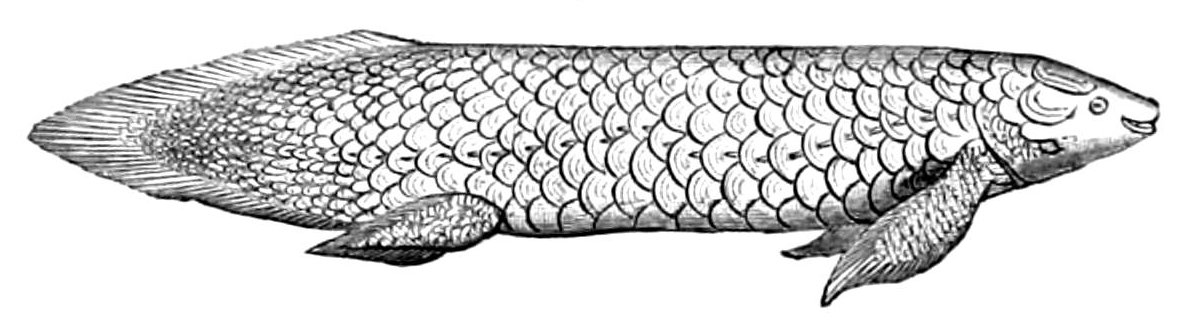
昆士蘭肺魚

柯斯敏鱗（Cosmoid Scales）只見於古老的肉鰭魚，包括部分最早期的肺魚類。這些物種的魚鱗含有象牙質狀的柯斯敏層 (Cosmine layer) ，因而稱之。